# Il ribelle (film 2011)
Il ribelle, distribuito internazionalmente con il titolo The rebel: Guido Picelli: A forgotten hero è un film documentario del 2011 diretto da Giancarlo Bocchi e dedicato alla vita di Guido Picelli, antifascista italiano.

## Distribuzione
Il film è stato presentato in anteprima il 20 aprile 2012.